# 2686 Linda Susan
2686 Linda Susan (1981 JW1) là một tiểu hành tinh vành đai chính được phát hiện ngày 5 tháng 5 năm 1981 bởi C. Shoemaker ở Palomar.